# Наньшань (Хэган)
Наньша́нь (кит. упр. 南山, пиньинь Nánshān, буквально: «Южные горы») — район городского подчинения городского округа Хэган провинции Хэйлунцзян (КНР).

## История
В 1958 году на этой территории были образованы Экономические зоны «Наньшань» и «Далу» (大陆 — Континент), а в 1960 году официально образован районы Наньшань и Далу. В 1966 году район Наньшань был переименован в «Ветер с востока» (东风区), а Далу — в «Большой скачок» (跃进区). В 1980 году эти два района были объединены в район Наньшань.

## Административное деление
Район Наньшань делится на 6 уличных комитетов (в городе Хэган).
| № | Название   | Название (кит.)  | Статус          | Население чел. (2010) | На карте                         |
| - | ---------- | ---------------- | --------------- | --------------------- | -------------------------------- |
| 1 | Лулиньшань | 麓林山街道办事处 | уличный комитет | 34647                 | 47°17′10″ с. ш. 130°16′42″ в. д. |
| 2 | Теси       | 铁西街道办事处   | уличный комитет | 23036                 | 47°17′10″ с. ш. 130°16′42″ в. д. |
| 3 | Далу       | 大陆街道办事处   | уличный комитет | 16114                 | 47°17′10″ с. ш. 130°16′42″ в. д. |
| 4 | Тедун      | 铁东街道办事处   | уличный комитет | 15547                 | 47°17′10″ с. ш. 130°16′42″ в. д. |
| 5 | Люхао      | 六号街道办事处   | уличный комитет | 15416                 | 47°17′10″ с. ш. 130°16′42″ в. д. |
| 6 | Фули       | 富力街道办事处   | уличный комитет | 14287                 | 47°17′10″ с. ш. 130°16′42″ в. д. |

## Соседние административные единицы
Район Наньшань на севере граничит с районом Сянъян, на юге — западе — с районом Гуннун, на юге — с районом Синъань, с востока окружён районом Дуншань.